# Karl-Marx-Denkmal (Neubrandenburg)

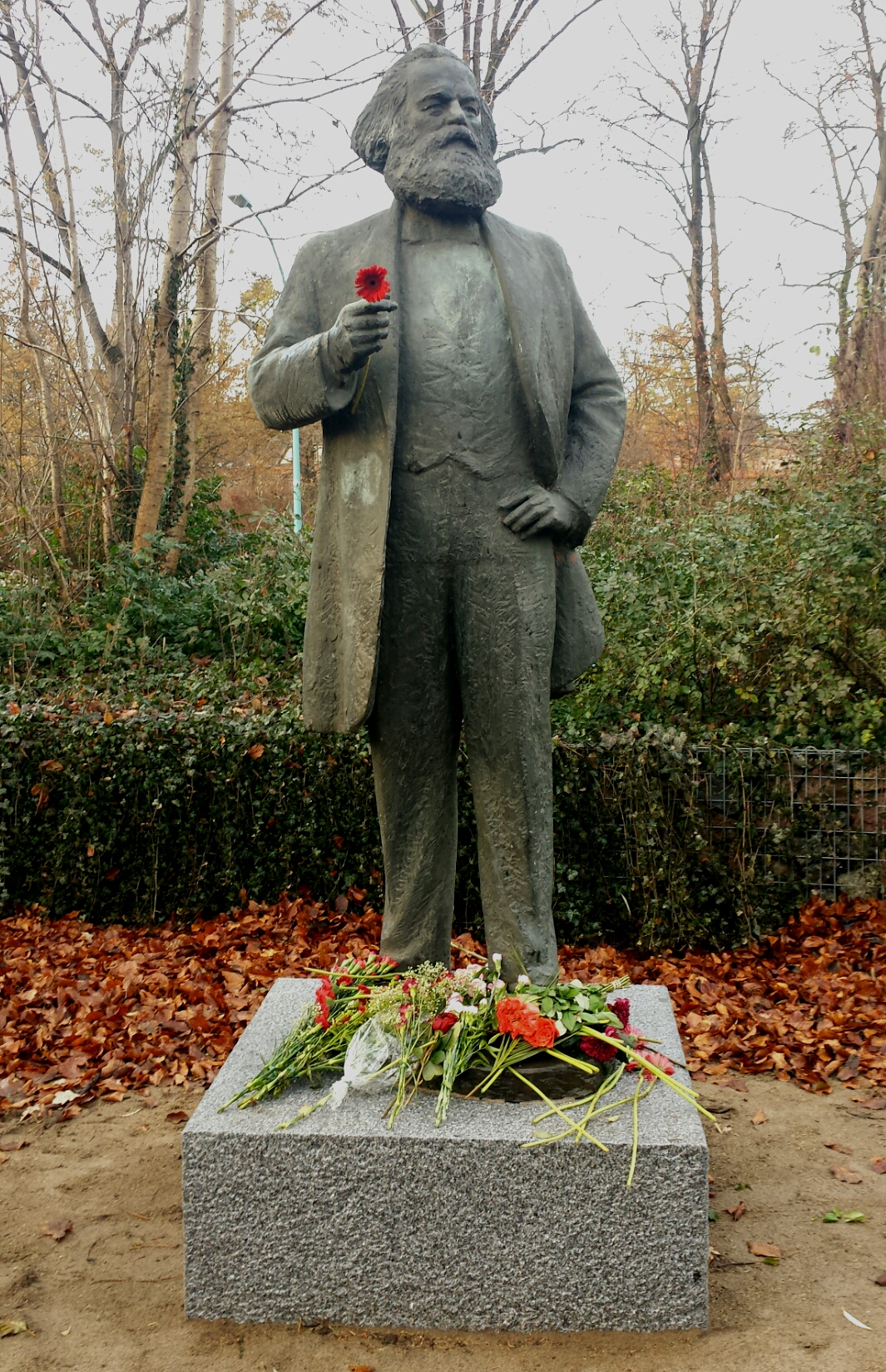
Das Karl-Marx-Denkmal 2018, wenige Tage nach der Wiedererrichtung im Park am Schwanenteich

Das Karl-Marx-Denkmal in Neubrandenburg ist eine Skulptur zur Erinnerung an den deutschen Philosophen, Ökonomen und Gesellschaftstheoretiker Karl Marx (1818–1883). Die Bronzestatue ist das Werk des Bildhauers Gerhard Thieme (1928–2018). Sie wurde 1969 errichtet und 2001 abgebaut. 2018, im Jahr des 200. Geburtstags Marx’, wurde sie nach jahrelanger Debatte wieder öffentlich aufgestellt.

## Beschreibung
Die Bronzeskulptur ist 2,20 Meter hoch und wiegt knapp 400 Kilogramm. Marx trägt einen offenen Mantel. Die linke Hand ist auf die Hüfte gestützt, der rechte Arm ist angewinkelt. Marx richtet den Blick in die Ferne.

## Geschichte

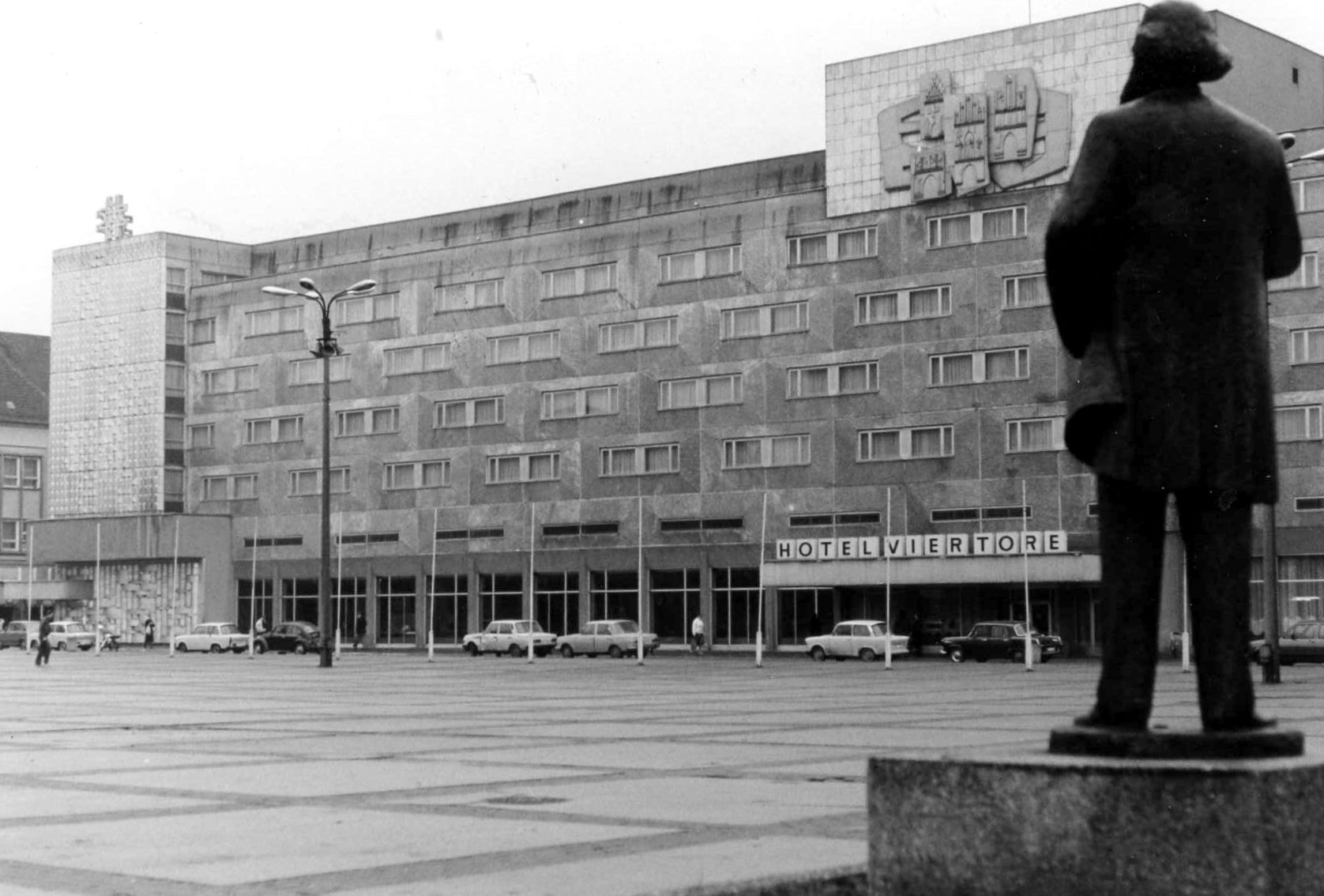
Das Karl-Marx-Denkmal an seinem früheren Standort (1990) auf dem Marktplatz, dem damaligen Karl-Marx-Platz

Die Statue war eine Auftragsarbeit. Anlass für den Auftrag an den Bildhauer Thieme war der 20. Jahrestag der Gründung der DDR im Jahr 1949. Die Statue wurde 1969 auf dem Marktplatz errichtet, der von 1965 bis 1991 den Namen Marx’ trug. Auf dem Platz fanden in der Zeit der DDR Kundgebungen der sozialistischen Führung statt. 1995 wurde die Statue versetzt, 2001 wegen des beschädigten Sockels aus Sicherheitsgründen abgebaut und in einem Depot untergebracht. An dem früheren Standort wurde ein Einkaufszentrum gebaut.
2015 ergriff die Fraktion der Linken in der Stadtvertretung die Initiative, das Denkmal aus dem Depot der kommunalen Neubrandenburger Wohnungsgesellschaft zu holen. Sie schlug vor, ihm einen neuen Platz in der Nähe des Hauses der Kultur und Bildung zu geben. Die Stadtvertretung lehnte den hitzig diskutierten Antrag ab. Nicht aufgegriffen wurde auch die Anregung eines SPD-Stadtverordneten, Marx an der Gedenkstätte auf dem früheren Gelände der Staatssicherheit aufzustellen und ihm damit einen historischen Kontext zu geben.
Im März 2018 beriet die Stadtvertretung einen Vorschlag von Oberbürgermeister Silvio Witt (parteilos), die Statue auf dem Marktplatz liegend auszustellen. Dabei sollte die Skulptur so auf einer filigranen Stütze in 90 Zentimeter Höhe gelagert werden, als schwebe oder ruhe sie. Die Stadtvertreter der Linken wollten dies nicht hinnehmen, sie forderten eine senkrechte Aufstellung. Gegen den waagerechten Marx erhob auch der Bildhauer Thieme noch kurz vor seinem Tod im Mai 2018 Einspruch. Ein anderer Vorschlag sah den Hof der Kunstsammlung Neubrandenburg vor. Er wurde ebenso verworfen wie ein Standort an der Regionalbibliothek oder im Kulturpark. Die Entscheidung über den künftigen Standort überließ die Stadtvertretung im September 2018 der Stadtverwaltung.
Am 27. November 2018 wurde das Denkmal am Schwanenteich aufgestellt, einem kleinen Park unweit des Friedrich-Engels-Rings. Am 29. November 2018 wurde es enthüllt. An den Kosten für die Wiederaufstellung beteiligt sich ein Ehepaar aus Neubrandenburg mit 10.000 Euro.
Das Karl-Marx-Denkmal ist in der Denkmalliste der Stadt Neubrandenburg verzeichnet.
Nachdem das Denkmal im Juli 2020 durch einen Farb-Anschlag beschädigt wurde, wurde der Statue im Februar 2022 der rechte Bronzearm abgetrennt und dieser entwendet. Im Dezember 2022 wurde das Denkmal mit neu gegossenem rechtem Unterarm am Schwanenteich wieder aufgestellt. Die Kosten für die Reparatur übernahmen private Spender.